# Gabriela Cerruti

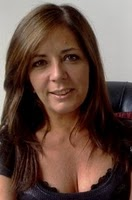
Gabriela Cerruti

Gabriela Carla Cerruti (sinh ngày 9 tháng 12 năm 1965) là một nhà báo, nhà văn và chính trị gia người Argentina. Năm 2007, bà được bầu vào cơ quan lập pháp thành phố Buenos Aires và sau đó được bầu lại cho nhiệm kỳ 20112015. Bà là một phần của Nuevo Encuentro  bloc, một bữa tiệc mà cô là một trong những tài liệu tham khảo chính trong quận của cô. Cô hiện là thành viên của Hạ viện cho nhiệm kỳ 2017-2021 cho Đảng Đoàn kết Công dân.

## Tiểu sử
Gabriela Cerruti bắt đầu nghiên cứu đại học của mình trong ngành báo chí tại Trường Báo chí và Truyền thông xã hội của Đại học Quốc gia La Plata năm 1983. Cô theo đuổi nghiên cứu sau đại học tại Trung tâm Nghiên cứu Thông tin và Truyền thông của Đại học Westminster ở London, nơi bà tốt nghiệp Thạc sĩ Nghệ thuật với luận án Cuộc chiến chống lại lĩnh vực công cộng.
Bắt đầu từ năm 1983, bà xen kẽ việc học và hoạt động giảng dạy của mình với chuyên gia, có nhiều đóng góp khác nhau, đầu tiên là cho các phương tiện truyền thông khác nhau ở La Plata và Buenos Aires và sau đó, vào năm 1985, với tư cách là biên tập viên của hãng thông tấn quốc gia Noticias Argentinas. Năm 1987, bà trở thành phóng viên tại tuần báo Somos, El periodista và Página / 12.
Bà tiếp tục phát triển chuyên môn tại Página / 12, trải qua các bài viết khác nhau với tư cách là biên tập viên đặc biệt cho đến năm 1991, biên tập viên cho đến năm 1993 và phóng viên đặc biệt đến Thái Lan, Việt Nam, Washington DC, New York, Paris, Brussels, Rome, Frankfurt, Bon, Strasbourg, Mexico, Chile, Uruguay và Madrid.